# Zimmerlautstärke
Um Zimmerlautstärke handelt es sich im Nachbarrecht, wenn Lärm außerhalb einer geschlossenen Wohnung nicht mehr oder kaum noch von Nachbarn wahrgenommen werden kann.

## Lage in Deutschland

### Allgemeines
Ausgangspunkt ist der Schallpegel einer bestimmten Lärmquelle in einem Wohnraum (Nachbarschaftslärm, Freizeitlärm), ausgelöst durch Haus- und Familienarbeit, Hausmusik, Haustiere, Heimarbeit oder Heimwerken. Wird ein bestimmter Schallpegel im „Senderaum“ der Lärmquelle überschritten, so wird er durch Wände, geschlossene Fenster oder Türen nicht mehr vollständig absorbiert und dringt in Nachbarwohnungen („Empfangsraum“) vor. Betroffen sind in der Regel Nachbarräume oberhalb, unterhalb oder neben einer störenden Schallquelle. Diese Immissionen des Störers treffen dort als Ruhestörung auf Nachbarn, bei denen rechtlich das Empfinden eines verständigen Durchschnittsmenschen zählt. Im zitierten Urteil entschied der Bundesgerichtshof (BGH) im November 1992, dass auch bei einem verständigen Durchschnittsmenschen massive Störungen seiner Nachtruhe (hier 64 dB(A) gegenüber einem Richtwert von 35 dB(A) während der Nachtruhe) durch Froschlärm aus einem Froschteich nicht zumutbar sind. Es genügt für die Störereigenschaft, wenn die Beeinträchtigung wenigstens mittelbar auf den Willen des Eigentümers zurückgeht und die Geräuschbelästigungen wesentlich sind (§ 906 Abs. 1 BGB). Zimmerlautstärke liegt dagegen vor, wenn ein durchschnittlicher Mensch Geräusche praktisch kaum noch empfindet.
Zimmerlautstärke ist einerseits technisch im Lärmschutz thematisiert, andererseits nimmt sie einen breiten Raum im Rechtswesen ein.

### Technische Vorschriften
Zu den technischen Vorschriften, die sich mit Lärmschutz befassen, gehören insbesondere DIN 4109, die „Technische Anleitung zum Schutz gegen Lärm (TA Lärm)“ und die „VDI-Richtlinie 2058“. Sie dienen dem Schutz von Haus- und Grundbesitz vor Beeinträchtigung durch Lärm und sind in der Rechtsprechung als Ergebnis sachverständiger Erfahrung zur Beurteilung von Geräuschimmissionen im Rahmen des § 906 BGB anerkannt.  Ihnen gemeinsam ist, dass sie Schallpegel in der Hilfsmaßeinheit Dezibel angeben. Von einem „deutlich wahrnehmbaren“ Störgeräusch spricht man, wenn das Störgeräusch in einzelnen Frequenzbändern, z. B. Terzbändern, oder im Gesamtpegel gleich stark im Vergleich zum Hintergrundgeräusch in einem Raum ist. Das messtechnische Kriterium für ein „deutlich wahrnehmbares“ Störgeräusch wäre eine Erhöhung des im Empfangsraum gemessenen Schalldruckpegels durch das Störgeräusch von 3 dB(A) in einem oder mehreren Frequenzbändern.

#### DIN 4109
DIN 4109 befasst sich mit dem Schallschutz im Hochbau, wobei sie als Kenngrößen Schalldämmung und Schallschutz verwendet. Die Vorschrift legt Anforderungen an die Schalldämmung von Bauteilen schutzbedürftiger Räume und an die zulässigen Schallpegel in schutzbedürftigen Räumen in Wohngebäuden und Nichtwohngebäuden zum Erreichen der beschriebenen Schallschutzziele fest. Die bauakustischen Anforderungen in DIN 4109 legen zugrunde, dass in Wohnräumen ein Schalldruckpegel von 80 dB(A) in der Regel nicht überschritten wird (Lit.: Schalltechnisches Handbuch), wobei baurechtlich auch die Trittschalldämmung beachtet werden muss. Zulässige Schalldruckpegel im Empfangsraum  werden mit 30 bis 40 dB(A) angegeben.

#### TA Lärm
Grundlage der TA Lärm ist § 48 Abs. 1 BImSchG. Die TA Lärm ist eine Verwaltungsvorschrift des Bundes, die bei Baugenehmigungen durch Behörden zu beachten ist. Bei Lärmprozessen gibt sie den Zivilgerichten einen allgemeinen Anhalt. Die Messung der Lautstärke in dB(A) sowohl als Anhalt für das Maß und die Eigenart der Empfindung, als auch für das Verhältnis der Empfindung der abzuwehrenden Immission gegenüber derjenigen der übrigen Geräusche (Grundpegel) kann in den dargestellten Grenzen nur einen gewissen Anhalt und einen Richtwert darstellen.

#### VDI-Richtlinie 2058
Die „VDI-Richtlinie 2058“ („Beurteilung und Abwehr von Arbeitslärm“) befasst sich mit der Beurteilung des Arbeitslärms in der Nachbarschaft. Sie geht von der Tatsache aus, dass auch die Lästigkeit des gewerblichen Lärms einer bestimmten Anlage unter anderem von der Art und dem Ausmaß des Lärms der Umgebung abhängig ist. Da sie Arbeitslärm voraussetzt, ist sie meist nur außerhalb reiner Wohngebiete anwendbar.

### Arten
Die Rechtsprechung unterscheidet zwischen vermeidbaren (Radioempfang, Hausmusik, Hausarbeit) und nicht vermeidbaren Lärmquellen (Haushaltsgeräte, Duschen, Baden). Diese Unterscheidung ist vor allem bei Tageslärm und der Nachtruhe (22:00 Uhr bis 06:00 oder 07:00 Uhr) von Bedeutung, bei letzterer darf lediglich nicht vermeidbarer Lärm bis zum Grenzwert von 25 dB(A) erzeugt werden, tagsüber 35 dB(A).

### Rechtsfragen
Die Zimmerlautstärke unterliegt der gegenseitigen Rücksichtnahmepflicht und ist als solche keine eigenständige Anspruchsgrundlage, sondern der Unterlassungsanspruch aus § 862 BGB (Besitzer, Mieter), § 1004 Abs. 1 BGB, § 906 Abs. 1 BGB (Eigentümer). Die lärmbedingte Eigentumsstörung löst einen Beseitigungs- und Unterlassungsanspruch (lateinisch actio negatoria) aus, der mit einer Unterlassungsklage durchgesetzt werden kann, sofern Wiederholungsgefahr droht. Dabei ist es gleichgültig, ob der „Senderaum“ oder „Empfangsraum“ eine Mietwohnung (§ 862 BGB) oder eine Eigentumswohnung ist (§ 1004 BGB). Es spielt auch keine Rolle, ob die Zimmerlautstärke in Mehrfamilienhäusern, Doppelhäusern oder Reihenhäusern thematisiert wird. Schließlich ist auch zu beachten, dass die Zimmerlautstärke sowohl tagsüber als auch während der Nachtruhe einzuhalten ist. Die Nachtruhe bildet lediglich die zeitliche Grenze für nicht vermeidbaren Lärm. Grenzwert der Zimmerlautstärke ist in reinen Wohngebieten (§ 3 BauNVO) ein Schalldruckpegel von 50 dB(A) tagsüber und 35 dB(A) während der Nachtruhe, gemessen im „Empfangsraum“.
Nach § 906 Abs. 1 BGB liegt eine unwesentliche Beeinträchtigung in der Regel vor, wenn die in Gesetzen oder Rechtsverordnungen festgelegten Grenz- oder Richtwerte von den nach diesen Vorschriften ermittelten und bewerteten Einwirkungen nicht überschritten werden. Gleiches gilt für Werte in allgemeinen Verwaltungsvorschriften, die nach § 48 BImSchG erlassen worden sind und den Stand der Technik wiedergeben. Bei Überschreitung dieser Werte handelt es sich um eine wesentliche Beeinträchtigung, gegen die als Störung vorgegangen werden kann.
Mit der Lärmbelästigung befasst sich eine Vielzahl weiterer Rechtsnormen, so etwa § 3 BImSchG, die Immissionsschutzgesetze der Länder oder die Hausordnungen. Das LImSchG NRW verbietet Nachtruhestörungen (§ 9 LImSchG NRW), Tongeräte dürfen unbeteiligte Personen nicht erheblich belästigen (§ 10 LImSchG NRW). Die Hausordnung darf nur schwerwiegende, nach dem Empfinden eines verständigen Durchschnittsmenschen nicht mehr hinnehmbare Störungen erfassen. Es muss erkennbar sein, wann die zulässige Grenze überschritten wird.

### Gerichtsurteile
Die Zimmerlautstärke wird in der Regel im Mietrecht behandelt, mit dem sich zumeist – wegen der geringen Streitwerte – unterinstanzliche Gerichte zu befassen haben. In mehreren Grundsatzurteilen hat jedoch auch der Bundesgerichtshof (BGH) zu dieser nachbarrechtlichen Frage Stellung genommen. Zimmerlautstark sind Geräusche, die in den angrenzenden Wohnungen nur geringfügig zu hören sind. Geringfügigkeit liegt dann vor, wenn es sich um Geräusche handelt, die der verständige Durchschnittsmensch kaum noch empfindet. Es kommt also darauf an, ob die Nachbarn die Geräusche gerade noch wahrnehmen können. Wird diese Wahrnehmungsschwelle jedoch überschritten und sind Geräusche deutlich hörbar, ist die Grenze der Zimmerlautstärke überschritten. Der Wohnungsmieter ist mietrechtlich verpflichtet, zwischen 22.00 Uhr abends und 6.00 Uhr morgens („Nachtruhe“) ruhestörenden Lärm, verursacht z. B. durch Zimmerlautstärke überschreitendes Radiohören oder Herumtrampeln, zu unterlassen. Aus dem Rechtsgebot der Nachtruhe folgt das Einhalten von Zimmerlautstärke in durch die Landesimmissionsschutzgesetze geregelten Nachtruhezeiten. In der übrigen Zeit dürfen Geräte, die der Schallerzeugung dienen (z. B. Stereoanlage, Klavier, Schlagzeug usw.) nur in einer solchen Lautstärke benutzt werden, dass unbeteiligte Dritte nicht erheblich belästigt werden (§ 10 Abs. 1 LImschG NRW). Das Amtsgericht Dieburg stellte im September 2016 klar, dass Nachbarn nächtliche Musik ab 20.00 Uhr nicht hinnehmen müssen, wenn sie die Zimmerlautstärke überschreitet. Das ist ab einer Lautstärke über 40 dB(A) der Fall, tagsüber dürfe demnach die Musik nicht lauter sein als 55 dB(A).
Nach den Grundsätzen im Mietrecht dürfen durch die Nutzung der Wohnung nicht die Belange anderer Mieter mehr als unvermeidbar beeinträchtigt werden. Unwesentliche Beeinträchtigungen müssen die Mieter gegenseitig akzeptieren; ein gewisses Maß an Toleranz ist also stets erforderlich. Alle Arten von Geräuschverursachung sind zu unterlassen, wenn hierdurch der Wohnbereich eines anderen Mieters nicht nur unwesentlich beeinträchtigt wird.
Es kommt aber auch auf die Art der Lärmquelle an. So ist der Lärm aus Kinderfreizeit hinzunehmen, während Hundegebell zur Nachtzeit nicht geduldet werden muss. Bei Musikinstrumenten gesteht die Rechtsprechung den Musikern je nach Instrument maximal 3 Stunden täglich zu. Stöhnen beim Sexualverkehr sollte nur bei Zimmerlautstärke erfolgen.

### Rechtsfolgen
Als Störer gilt, wer Unterlassungsansprüche Dritter durch unzulässige Immissionen von Geruch, Lärm, Strahlung, Verunreinigungen oder durch Emission von sonstigen Störfaktoren in die Umwelt auslöst. „Störer ist derjenige, der ohne Täter oder Teilnehmer zu sein, in irgendeiner Weise willentlich und adäquat zur Verletzung eines geschützten Rechtsgutes beiträgt und kann daher als Störer für eine Schutzrechtsverletzung auf Unterlassung in Anspruch genommen werden“. Der Störer unterliegt dabei der Störerhaftung.
Falls die Zimmerlautstärke überschritten und für Nachbarn damit „deutlich wahrnehmbar“ wird, stehen dem Betroffen mehrere rechtliche Schritte zur Verfügung. Diese betreffen das Zivilrecht, Strafrecht oder das Ordnungswidrigkeitenrecht.
- Indirekt: Betroffene Nachbarn können sich an den Vermieter des Störers wenden und diesen auffordern, die Ruhestörung zu unterbinden. Sie können dem Vermieter ankündigen, wegen des Lärms die Miete zu mindern.[27] Ist der Schutz vor Lärm ungenügend, kann wegen Mangel an der Mietsache die Miete gemindert werden. Lärm durch die normalen Geräusche in einer Nachbarwohnung, die wegen fehlender Schalldämmung überdeutlich zu vernehmen sind, sind ein Mietminderungsgrund und können die Verpflichtung des Vermieters zur Schalldämmung nach sich ziehen.[28]
- Direkt: Betroffene haben auch die Möglichkeit, rechtlich gegen den Störer unmittelbar vorzugehen (§ 859, § 862 BGB). Es gibt hier vier Optionen:

- Da ein gutes nachbarschaftliches Verhältnis zu erhalten bzw. wiederherzustellen der beste Weg ist, sollte vor einer Unterlassungsklage der Weg zum Schiedsamt gesucht werden. Jede Gemeinde unterhält ein Schiedsamt, in dem vereidigte Schiedsleute die Möglichkeit bieten, Konflikte außergerichtlich beizulegen. Schiedspersonen schlichten ehrenamtlich mit nachweislich großem Erfolg und finden gemeinsam mit den Parteien eine Lösung des Problems. Ein Verfahren vor dem Schiedsamt ist nicht öffentlich und bietet so die Möglichkeit, dass alle Parteien „ihr Gesicht wahren“. Ein Schiedsverfahren ist in den Kosten (Gebühren nicht über 40,00 Euro) günstig und kann ohne Rechtsanwalt erfolgen. Nach einem gescheiterten Schiedsverfahren steht der Klageweg offen.
- Die Klage auf Unterlassung ist zulässig (§ 541, § 1004 Abs. 1 BGB). Sie kann im Erfolgsfall mit der Androhung eines Zwangsgeldes für den Fall verbunden werden, dass der Unterlassungsverpflichtung erneut zuwidergehandelt wird. Wird dann trotzdem die Zimmerlautstärke überschritten, so kann vom Gericht ein Zwangsgeld festgesetzt, ersatzweise sogar Zwangshaft angeordnet werden.
- Eine Anzeige wegen Ruhestörung gegen den Störer ist möglich (§ 117 OWiG). Danach handelt ordnungswidrig, wer ohne berechtigten Anlass oder in einem unzulässigen oder nach den Umständen vermeidbaren Ausmaß Lärm erregt, der geeignet ist, die Allgemeinheit oder die Nachbarschaft erheblich zu belästigen oder die Gesundheit eines anderen zu schädigen. Dabei handelt es sich um verhaltensbedingten Lärm, z. B. Geschrei, Maschinenlärm, Fahrzeuge, Musik aller Art usw. Diese Bestimmung ist jedoch gegenüber anderen Vorschriften subsidiär (z. B. Landesrecht, Ortsrecht). Die Polizei hat Ordnungswidrigkeiten nach pflichtgemäßem Ermessen zu erforschen und alle unaufschiebbaren Anordnungen zu treffen, um eine Verdunkelung der Sache zu verhüten (§ 55 Abs. 1 OWiG). Die Verfolgung und Ahndung von Ordnungswidrigkeiten ist Sache der Verwaltungsbehörden (§ 35 Abs. 1 OWiG). Bleibt die Ordnungswidrigkeit gering, so kann die Polizei „im ersten Zugriff“ ein Verwarnungsgeld aussprechen (§ 56 Abs. 2 OWiG).
- Dauerhafte, weit über das obige Maß hinausgehende Ruhestörung, sogar nachts, kann die Gesundheit gefährden und damit den Straftatbestand der Körperverletzung (§§ 223 ff. StGB) verwirklichen oder gegen den strafbewehrten Tatbestand des § 325a Abs. StGB („Verursachen von Lärm,…“) verstoßen. Extrem störender Lärm kann Körperverletzung sein.

## Lage in der Schweiz
In der Schweiz ist das Lärmrecht kantonal geregelt, vor allem in den Polizeiordnungen. So schreibt beispielsweise Art. 20 der Allgemeine Polizeiverordnung (APV) der Stadt Zürich vom 6. April 2011 vor, dass störendes Verhalten im Freien, in Fahrnisbauten und in Zelten während der Nachtruhe verboten ist. „Während der übrigen Zeiten dürfen Dritte durch lärmintensives Verhalten nicht belästigt werden. Aktivitäten im Innern von Gebäuden und solche, die ins Freie wirken, dürfen Dritte nicht erheblich belästigen“. Landesweit regeln zwei Vorschriften allgemein die Lärmthematik. Art. 257f OR schreibt vor, dass der Mieter auf Hausbewohner und Nachbarn Rücksicht nehmen muss. Gemäß Art. 684 Abs. 1 ZGB ist jedermann verpflichtet, „bei der Ausübung seines Eigentums … sich aller übermäßigen Einwirkung auf das Eigentum der Nachbarn zu enthalten“. Verboten sind insbesondere alle schädlichen und nach Lage und Beschaffenheit der Grundstücke oder nach Ortsgebrauch nicht gerechtfertigten Einwirkungen durch Luftverunreinigung, üblen Geruch, Lärm, Schall, Erschütterung, Strahlung oder durch den Entzug von Besonnung oder Tageslicht (Art. 684 Abs. 2 ZGB).

## Lage in Österreich
In Österreich regelt § 364 Abs. 2 ABGB, dass der Eigentümer eines Grundstückes dem Nachbarn die von dessen Grund ausgehenden Einwirkungen durch Abwässer, Rauch, Gase, Wärme, Geruch, Geräusch, Erschütterung und ähnliche insoweit untersagen kann, als sie das nach den örtlichen Verhältnissen gewöhnliche Maß überschreiten und die ortsübliche Benutzung des Grundstückes wesentlich beeinträchtigen. Die unzulässige Einwirkung wird demnach durch zwei Kriterien bestimmt: Einerseits darf die Störung nicht (mehr) ortsüblich sein, andererseits muss die ortsübliche Benutzung des Grundstücks durch den Eingriff wesentlich beeinträchtigt werden. Der Oberste Gerichtshof (OGH) verwandte den Begriff der „Zimmerlautstärke“ lediglich in vereinzelten Entscheidungen etwa im Zusammenhang damit, dass mit der Beschränkung auf „Zimmerlautstärke“ ein sinnvolles Musizieren auf dem Klavier nicht möglich sei sowie im Zusammenhang mit der Störung der Nachtruhe oder im Zusammenhang mit einer vom Mieter eingewendeten Mietminderung, hat den Begriff jedoch in keiner Weise definiert.